# ECS-B
O ECS-B (acrônimo de Experimental Communications satellite B), também conhecido por JECS-B e Ayame 2, foi um satélite de comunicação geoestacionário experimental japonês construído pela Mitsubishi Electric (MELCO), ele era operado pela NASDA.

## Lançamento
O satélite foi lançado ao espaço no dia 22 de fevereiro de 1980, às 8:35 UTC, por meio de um veículo N-1 a partir do Centro Espacial de Tanegashima, no Japão. Ele tinha uma massa de lançamento de 130 kg.